# Holismus
Holismus (altgriechisch ὅλος holos „ganz“), auch Ganzheitslehre, ist die Vorstellung, dass natürliche und z. B. soziale Systeme und ihre Eigenschaften als Ganzes und nicht nur als Zusammensetzung ihrer Teile zu betrachten sind. Der Holismus vertritt die Auffassung, dass ein System nicht vollständig aus dem Zusammenwirken aller seiner Einzelteile verstanden werden kann (bottom-up), und dass die Bestimmung der Einzelteile von ihrer funktionalen Rolle im Ganzen abhängig ist (top-down). Entgegengesetzte Positionen sind Reduktionismus und Atomismus, die Systeme als Anordnung von unabhängig von Zusammenhang bestimmbaren Elementen und deren Eigenschaften beschreiben.
Dabei kann es sich um gesellschaftliche, wirtschaftliche, physikalische, chemische, biologische, geistige, linguistische Systeme usw. handeln. Ein damit verwandter Ansatz ist das ontologische, prozessorientierte Modell der emergenten Selbstorganisation und der Autopoiesis.
Auch außerhalb theoretischer Zusammenhänge wird der Begriff „holistisch“ heute in verschiedenen Fachsprachen als Synonym für „ganzheitlich“ verwendet.

## Geschichte des Holismus
Die Bezeichnung „Holismus“ geht auf Jan Christiaan Smuts zurück, der sie in seinem 1926 erschienenen Buch Holism and Evolution bekannt machte. Das ganzheitlich-holistische Denken hat vermutlich ältere Wurzeln und beruft sich auf Vorläufer avant la lettre. Dies belegen Untersuchungen über das mythische Denken naturangepasster Kulturen, das geradezu „zwingend“ auf die Harmonie zwischen den Objekten und ihre Einordnung im „Großen Ganzen“ ausgerichtet war.
In der griechischen Antike wurde die Vorstellung von der Welt als ein in sich Ganzes (Kosmos) erstmals philosophisch begründet. Die Wurzeln liegen in der ionischen Naturphilosophie wie bei Heraklit, kommen aber erst bei Platon und Aristoteles („Das Ganze ist mehr als die Summe seiner Teile“) zur Vollendung.
In der Philosophie der Renaissance und des Humanismus wurden die antiken Ideen erneut belebt und mit jüdisch-christlichen und naturmagischen Vorstellungen zur Idee der „Organischen Einheit der Natur“ verbunden. In der darauf folgenden Philosophie der Neuzeit bildete sich der Gegensatz zwischen Reduktionismus und Holismus heraus. Holistische Grundauffassungen finden sich vor allem in der Monadenlehre von Gottfried Wilhelm Leibniz, den Naturphilosophien von Friedrich Schelling und Georg Wilhelm Friedrich Hegel, aber auch bei Schriftstellern und Philosophen der Romantik wie Johann Gottfried Herder, Novalis oder Friedrich Hölderlin.
Obgleich reduktionistische Denkansätze aufgrund einer vergleichsweise einfachen Methodik, des Kausalitätsprinzips und allgemeingültiger Schlussfolgerungen in den modernen Wissenschaften weitaus häufiger vertreten sind, gewann der Holismus nach der starken Differenzierung der unterschiedlichen Wissenschaftsdisziplinen an Bedeutung, da die Spezialisierung einen „fehlenden Überblick“ zur Folge hatte. Hauptargument des modernen Holismus gegen den Reduktionismus ist oftmals eine nicht vollständige Erklärbarkeit des Ganzen aus den Eigenschaften seiner Teile. Die Ganzheit hat jedoch kein Ziel, sondern ist rein funktional zu verstehen: Es geht um Herstellung und Erhaltung der Ganzheit, insbesondere in biologischen Systemen. Drei der wenigen modernen Disziplinen, die mehr oder weniger auf holistischen Ansätzen basieren, sind die Systemwissenschaften (hier insbesondere die Systemtheorie, die auf Ludwig von Bertalanffy zurückgeht), die Ökologie und die Ethnologie.
Als einer der Hauptvertreter eines ganzheitlich-systemischen Ansatzes, der fernöstliche Weisheit, Physik und Ökologie verbindet, gilt Fritjof Capra. Eines der populärsten holistischen Denkmodelle ist die Gaia-Hypothese, die das System Erde mit einem Organismus gleichsetzt. Eine holistische Interpretation der Quantenphysik findet man bei David Bohm.

## Haldanes und Smuts’ Holismustheorie
Jan Christiaan Smuts baute seine Theorie des Holismus auf der Grundlage des Gedankens einer schöpferischen Evolution auf. Dabei knüpfte er an Gedanken John Scott Haldanes an, der sich gegen den mechanischen Monismus ebenso wie gegen den vitalistischen Dualismus wendete und sich seinerseits auf Smuts bezog.
Smuts postulierte, dass „alle Daseinsformen […] danach streben, Ganze zu sein […] Das neue Ganze enthält dem Werkstoff nach in sich ältere Ganze, aber es selbst ist wesenhaft neu und geht über den Stoff oder die Teile, auf die es sich gründet, hinaus“, ein Phänomen, das er mit dem Namen „Emergenz“ (des Neuen) bezeichnete.
Der Vorgang der Ganzenbildung begründet nach Smuts die Evolution und mache die Welt zu einer fortschreitenden Reihe von Ganzen von ihren physikalischen Anfängen als Materie oder Energie bis zu ihren höchsten Schöpfungen als Leben. Die traditionelle Naturwissenschaft habe sich zu sehr mit der Zergliederung und der synthetischen Wiederherstellung des Lebenden und der nichtlebenden Dinge aus ihren analytisch gewonnenen Elementen befasst.
Smuts nahm an, dass zur Erklärung der Evolution sowohl die Naturwissenschaften als auch die Philosophie nötig seien. Die Naturwissenschaften lieferten die Strukturen, die Philosophie die Prinzipien der Evolution. Materie und Leben bestehen nach Smuts aus Teilstrukturen, deren Anordnung zu natürlichen Ganzen führt. Auch diese Teilstrukturen sind jeweils ein Ganzes. Ob es sich um ein Atom, ein Molekül, eine chemische Verbindung, Pflanzen, Tiere oder Staaten handelt, alles ist jeweils ein Ganzes. Konglomerate dieser Ganzheiten bilden wieder ein neues Ganzes mit neuen Funktionen und Fähigkeiten. Dieses Streben nach Ganzheit, also dieser Holismus ist die treibende Kraft der Evolution, ihre vera causa, wie Smuts sagt, welche Einfluss auf die Mechanismen der Evolution, Variation und Selektion, ausübt. Die verschiedenen Formen der Variation wurden nach Smuts durch individuelle Zweckmäßigkeit, Gebrauch (Nutzung von Körperteilen auf neue Art) und durch physikalische Umweltbedingungen erklärt. Eine Variation ist keine isolierte Variation eines Teiles des Organismus, sondern besteht immer aus mehreren Variationen, die den Organismus als Ganzes verändern, so Smuts. „Die Variation A umfasst zwangsläufig eine Anzahl gleichgerichteter Anpassungen, die von A abhängig sind und nicht unabhängig verursacht oder erhalten werden. […] Hier trifft das Ganze die ‚Auswahl‘ durch die Anwendung seiner zentralen Aufsicht.“ () Bei Smuts ist der Holismus nicht nur ein Erklärungsprinzip, sondern gleichsam selbst tätig, als schöpferische Ursache der Evolution.

## Philosophie

### Naturphilosophie
Adolf Meyer-Abich hat eine umfassende Holismuskonzeption in ontologischer wie epistemologischer Perspektive entwickelt. Dabei knüpfte er kritisch an Konzepte von Hans Driesch an, einen Begründer der Systembiologie, der bei Experimenten mit Seeigelkeimen zum Schluss kam, dass künftige Zustände und Formen eines Organismus nicht aus einem gegenwärtigen materiellen Zustand abgeleitet werden können. Driesch hielt es für unmöglich, die Morphogenese der Organismen auf diese Weise zu erklären. Jenseits von mechanistischem und vitalistischem Weltbild entwickelt er eine „ordnungsmonistische“ Sicht auf biologische Systeme, grenzte sich aber später vom Holismusbegriff ab, da er den Dualismus von Materialismus und Vitalismus für unüberwindbar hielt.
Holismus ist bei Meyer-Abich ein relativer und korrelativer Begriff. Für ihn sind wie für Haldane die biologischen Gesetze nicht aus den physikalischen Gesetzen ableitbar, da die physikalischen Gesetze Vereinfachungen der biologischen Gesetze sind. Damit sind die biologischen universaler und allgemeingültiger als die physikalischen. Die Biologie enthält demnach die Theorien der Physik und Chemie, wobei nach Meyer-Abich die physikalischen Theorien durch Simplifikation aus den biologischen ableitbar sind, nicht jedoch umgekehrt. Auch sein Sohn Klaus Michael Meyer-Abich vertritt holistische Positionen. Seine praktische Naturphilosophie ist ein Aufklärungsprojekt: Alles in der Natur existiere um seiner selbst willen; sie sei nicht am Menschen ausgerichtet. Dieser müsse anerkennen, dass er ein Teil der Natur sei, und seine Umwelt als „Mitwelt“ verstehen.

### Ontischer Holismus
Als ontischen Holismus definiert man eine philosophische Theorie, wonach alles, was existiert, Existenzweise einer Substanz ist bzw. dass alle Wirklichkeitsbereiche trotz grundlegender Verschiedenheiten eine echte Ganzheit bilden (z. B. in Form einer Stufenleiter). Zu diesen Theorien gehört Spinozas Pantheismus ebenso wie neuere Positionen der Naturphilosophie, die von einem Blockuniversum ausgehen.

### Erkenntnistheorie und Sprachphilosophie
Der semantische Holismus vertritt die Auffassung, dass die Bedeutung eines Satzes nur durch den Gesamtzusammenhang in der jeweiligen Sprache ermittelt werden könne. Er wurde u. a. von Quine und Davidson vertreten. Jeder sprachliche Ausdruck steht demzufolge nicht nur in Beziehung zur Welt der Gegenstände und anderen nichtsprachlichen Objekten, sondern zu anderen sprachlichen Elementen, so dass sich ein umfassendes Bild der Sprache als Struktur ergibt. In der Poetik wird der Sinn oft nicht durch den Gegenstandsbezug der Sprache erzeugt, sondern „emergiert“ durch den in der Beziehung der sprachlichen Elemente untereinander entstehenden Ausdrucksgehalt.
Nach dem erkenntnistheoretischen Holismus oder epistemischen Holismus kann eine Hypothese nicht isoliert, sondern nur im Kontext einer umfassenden Theorie überprüft (falsifiziert) werden (siehe auch: Duhem-Quine-These). Ein Vertreter war Norwood Russell Hanson. Der erkenntnistheoretische Holismus basiert auf dem semantischen Holismus und hat weitreichende wissenschaftstheoretische Folgen.

### Strukturalismus
In einem strukturalistischen Sinn wird Holismus dadurch definiert, dass die Elemente eines Gegenstandsbereiches nur durch ihre wechselseitigen Beziehungen das sind, was sie sind.
Beispiel: Ein Medikament gegen ein bestimmtes Leiden enthalte einen Wirkstoff, dessen Wirkung Linderung verspricht. Dieses ist der relevante Gegenstandsbereich einer gezielten Behandlung. Es besteht eine wechselseitige Beziehung zwischen Leidenslinderung und der Wirkung des Medikaments. Im holistischen Sinne klammert dieser Umstand alle Wirkungen des Medikamentes aus, die nicht in Beziehung zur Leidenslinderung stehen. Jene ausgeklammerten Wirkungen werden für sich genommen landläufig als Nebenwirkungen bezeichnet, obwohl es sich im eigentlichen, holistischen Sinne ebenfalls um Wirkungen handelt. Die Wirkung wird zur Nebenwirkung, wenn sie nicht Bestandteil des Gegenstandsbereiches ist. Enthält das Medikament trotz lindernder Wirkung keinen Wirkstoff, besteht dennoch eine wechselseitige Beziehung. Somit ist der analytisch kausale Zusammenhang zwischen den Elementen eines Gegenstandsbereiches für den Holismus keine Bedingung.

## Biologie und Kosmologie
Der Reduktionismus versucht, Systeme und ihre Eigenschaften mit mathematischen Methoden aus den Eigenschaften ihrer elementaren Bestandteile zu berechnen. Er stößt dabei bei einer größeren Zahl von elementaren Bestandteilen, bei nichtlinearen Wechselwirkungen zwischen ihnen oder im Fall von Rückkopplungen rasch an unüberwindbare Grenzen der Berechenbarkeit. Ein entscheidender Schwachpunkt des Reduktionismus liegt Thomas Nagel zufolge in der Annahme, dass der Zufall der einzige Motor der Evolution sei. Der Grad der Unwahrscheinlichkeit dieser Annahme erscheint ihm angesichts der unendlichen Kompliziertheit des genetischen Codes als viel zu groß.
Holistische Ansätze versuchen, wie oben beschrieben, die Evolution ganzheitlich aus Strukturen und Prinzipien zu erklären. Dabei wird der Holismus selbst zur treibenden Kraft der Evolution, weil nur abgegrenzte Objekte als Ganze im Wettbewerb der Evolution erfolgreich sein können. Im Modell der emergenten Selbstorganisation entstehen aus Elementen, die untereinander Wechselwirkungen haben, Systeme mit neuen Strukturen, Eigenschaften und Fähigkeiten. Diese sind wie im Modell des Holismus nicht aus dem Verhalten der unteren Systemebenen vorhersagbar und müssen empirisch durch Beobachtungen, Messungen usw. festgestellt werden. Emergente Prozesse sind meist rückgekoppelt und deshalb nichtlinear, ihr Ablauf ist dann durch das deterministische Chaos bestimmt. Aufgrund der Nichtlinearität der Prozesse bilden sich die Strukturen und Systeme und die damit verbundene Komplexität.
Da sich Natur und Gesellschaft im Laufe der Entwicklung der Welt in aufeinanderfolgenden und hierarchisch aufeinander aufbauenden emergenten Prozessen entwickelt haben, ist seit dem hypothetischen Urknall eine Hierarchie von zunehmend komplexen Systemen entstanden: beispielsweise aus den Elementarteilchen die Atome (Physik), aus den Atomen die Moleküle (Chemie), aus Molekülen selbstreproduktive Makromoleküle (Biologie) usw., bis hinauf zur menschlichen Gesellschaft und ihren Institutionen. Diese kontinuierliche Entwicklung wird nur hin und wieder durch schöpferische Katastrophen (nach Joseph Schumpeter) beeinträchtigt, deren Ursache Prozesse anderswo in der Welt sind.
Als Teil der neuen emergenten Systemfunktionen sind dabei auch die (Natur-)Gesetze der höheren Hierarchieebenen mit entstanden; beispielsweise mit den Molekülen die chemischen Bindungen und mit den selbstreproduktiven Makromolekülen die Gesetze der Molekularbiologie. Die fundamentalen physikalischen Gesetze gab es schon kurz nach dem Urknall; sie wirken – von der Starken und Schwachen Kernkraft abgesehen – auch in allen höheren Hierarchieebenen, ebenso wie die Gesetze der anderen Hierarchieebenen. Bei höheren Tieren und vor allem beim Menschen kommen gänzlich neue, sehr mächtige Wechselwirkungen zwischen den Individuen und Institutionen auf Basis der emotionalen und geistigen Fähigkeiten hinzu. Die Vorstellung der Emergenz impliziert, dass das Verhalten dieser höheren Systemebenen anders als bei reduktionistischen Ansätzen nicht durch die Vorgänge auf den unteren Systemebenen determiniert ist.

## Ökologie
Als Grundlage der holistischen Ansätze der Ökologie gilt die Betrachtung der gesamten lebendigen Natur (Biosphäre) als komplexes Ganzes, systemtheoretisch gesprochen also ein System, biologisch betrachtet vergleichbar mit einem einzelnen riesigen Lebewesen (→ Gaia-Hypothese). Sofern solche ganzheitlichen ökologischen Ansätze nicht anthropozentrisch, sondern ökozentrisch/physiozentrisch sind, werden sie in der Regel unter dem Begriff Tiefenökologie zusammengefasst.
Holistische ökologische Ansätze verbinden Ökologie auch mit anderen Wissenschaftsdisziplinen, u. a. mit Politik (siehe Politische Ökologie), Ökonomie (siehe Umweltökonomie), Ethik (siehe Umweltethik) und Psychologie (siehe Umweltpsychologie). Ein Argument ihrer Vertreter ist, dass die gegenwärtigen globalen Probleme nur mit Blick auf das Gesamtsystem gelöst werden können. Von Holisten außerhalb der Ökologie werden diese Ansätze vereinzelt kritisiert dafür, nicht ausreichend zu berücksichtigen, dass auch die menschliche Zivilisation aus der Natur heraus entstanden und gemeinsam mit dieser Teil eines noch größeren Ganzen ist, bzw. deren Gegenspiel nicht wertfrei zu betrachten.
Als Vertreter eines holistischen Ansatzes der Ökologie im deutschsprachigen Raum gilt unter anderem der deutsche Universalgelehrte Alexander von Humboldt, welcher mit seinem „ästhetischen“ Naturbegriff die Notwendigkeit der Erfassung der natürlichen Landschaft als komplexes Ganzes postulierte. In diesem Sinne orientierten sich bspw. auch die Landschaftsökologen Carl Troll und Josef Schmithüsen bei ihrer Arbeit an holistischen Grundprinzipien zusammen mit einer integrativen Betrachtung der Umwelt, bei der immer das Funktionieren des ganzen Landschaftsökosystems im Vordergrund steht; der Einfluss anthropogener Komponenten mit eingeschlossen.

## Methodologischer Holismus
Als methodologischen Holismus bezeichnet man eine erkenntnistheoretische Position, gemäß der die Erklärung von etwas nicht auf die Beschreibung des Verhaltens von Teilen von ihm reduziert werden kann.

### Sozialwissenschaften
In den Sozialwissenschaften bezeichnet man als methodologischen Holismus (oder auch methodologischen Kollektivismus) die holistische Position, gemäß der soziale Ganzheiten wie z. B. Institutionen, Rechtsordnungen oder Kulturen als Ganzheiten untersucht werden und nicht auf individuelles Verhalten oder Handlungen von Einzelpersonen reduziert werden sollen. Seit Émile Durkheim (Die Regeln der soziologischen Methode, 1898) diente dieser Ansatz vielfach zur methodischen Fundierung der Sozialwissenschaften. Um soziale Tatbestände (faits sociaux) beschreiben zu können, müsse man sie Durkheim zufolge von außen betrachten: Sie existieren unabhängig vom Individuum und entziehen sich seiner Kontrolle; umgekehrt üben sie jedoch Zwänge auf das Individuum aus. Wenn Durkheim von der Natur des Sozialen spricht, orientiert er sich an Auguste Comte, der meinte, dass die Gesellschaft und soziale Phänomene mehr sind als die Summe der Individuen, die diese Gesellschaft bilden. Durkheim zufolge haben soziale Ganzheiten irreduzible (emergente) Eigenschaften.
Kritisch wird aus der Sicht des methodologischen Individualismus gegen den methodologischen Holismus eingewandt, dass er die Fragen nach den Intentionen, Motiven, Überzeugungen und dem Zweck des individuellen Handelns bei der Untersuchung der Sinnhaftigkeit von sozialen Tatbeständen wie Institutionen, Gesetzen oder Gebräuchen ignoriert.
Zu unterscheiden ist der methodologische Holismus vom methodischen Monismus. Damit ist die Erklärung eines Sachverhalts mit einer einzigen, nämlich der ihm angeblich angemessenen Methode (oder mit Hilfe einer Universalmethode) gemeint. Methodischer Monismus ist ein Gegenbegriff zum Methodenpluralismus, der betont, dass sich nicht die Forschungsmethode ihrem Gegenstand anzupassen habe, sondern dass Forschungsgegenstände durch die Wahl der Methode erst erzeugt werden. Der angebliche Gegenstandsbezug einer Methode ist also kein Argument für die Begründung der Methodenwahl; er kann zu einem reduktionistischen Vorgehen führen.

### Pädagogik
Formale Bildung unterliegt in der Regel reduktionistischen Tendenzen z. B. durch Ausdifferenzierung von Fächern und Methoden, das Fachlehrerprinzip, und das „Sammeln“ von Einzelnoten. Insbesondere durch die Assessments der OECD (z. B. PISA) wurde deutlich, dass aufgrund einer mittlerweile überholten Herangehensweise das Leseverstehen sinkt und ein Begreifen der Umwelt bzw. eine Entwicklung von Fähigkeiten, Probleme zu lösen, behindert werden. Unter dem Einfluss von Neurobiologie, Kognitionswissenschaft und evolutionärer Erkenntnistheorie wird eine holistische Pädagogik gefordert, wie sie beispielsweise John Dewey anregte.

### Psychologie
Die Entwicklung der Gestaltpsychologie, einer Wahrnehmungstheorie, die von der Wahrnehmung von ganzheitlichen Strukturen und Ganzbeschaffenheiten ausgeht, ist ein Beispiel holistischer Theoriebildung. Auch die Entwicklung der Gestalttherapie wurde durch Fritz Perls’ Lektüre von Smuts’ Holism and Evolution beeinflusst. Perls las das Buch 1934 im Exil in Südafrika und fand dort die ihm bekannten gestalttheoretischen Grundsätze wieder. Der Gestaltphilosoph Maurice Mandelbaum spricht in ähnlichem Zusammenhang wie Durkheim von societal facts.
Für den ebenfalls gestalttheoretisch orientierten Neuropsychologen Kurt Goldstein ist ein wichtiges Merkmal des Organismus, seine Identität und Individualität zu erhalten und zu entfalten. Für den Therapeuten resultierten daraus die Aufgaben, abgespaltene Aspekte der Person wieder zu integrieren und Symptome als ganzheitliche Schutzreaktionen des Organismus auf schädliche Reize zu interpretieren. Zur Wahrung der Individualität muss sich der Organismus jedoch auch nach außen abgrenzen.

## Wirtschaftswissenschaften
In der Ökonomie ist ein Unternehmen holistisch, wenn es – im Gegensatz zu tayloristischen Unternehmen – die positiven Skaleneffekte der Arbeitsteilung nicht nutzt. Im Produktionsmanagement werden holistische Ansätze im Kontext Ganzheitlicher Produktionssysteme (GPS) diskutiert. Dabei kann sowohl eine funktions- und gegebenenfalls horizontal-unternehmensübergreifende Betrachtung des Managementsystems als auch eine ganzheitliche Betrachtung der Ressourcen Material, Energie und Mensch gemeint sein.